# 이강원 (1863년)
이강원(李康元, 일본식 이름: 東園康元히가시조노 고겐, 1863년 10월 4일 ~ 1944년 5월 16일)은 일제강점기의 전북특별자치도 지역 유지이며 조선총독부 중추원 참의도 지냈다. 본적은 전북특별자치도 전주군 전주면이다.

## 생애
전라북도 전주부 출신이며 효령대군의 후손인 전주 이씨 가문에서 태어났다. 아버지는 비서감승을 지낸 관리였다.
한학을 수학하여 조선 정조의 능인 건릉의 참봉을 잠시 지내기도 하였으나, 지역의 유력자로서의 활동이 훨씬 더 두드러진다. 전주군립보통학교 학무위원과 전주군민회 부회장을 맡는 등 전주 지역의 유지였다. 대한제국 말기에 전주완산초등학교의 전신 중 하나인 양영학교 설립위원과 교장을 지내기도 했다.
한일 병합 조약 체결 후인 1912년에 전주군 참사에 임명되어 조선총독부의 지방행정에 대한 자문 역할을 맡았다. 이후 전라북도 참사, 전주농공은행 이사, 전주금융조합 조합장, 전주고등보통학교 설립위원, 면협의회원 등을 역임하였다.
전라북도 도평의회원, 명륜학원 평의원, 전북육영회 부회장도 지냈고, 조선총독부 중추원 참의로 발탁되었다. 1935년에 총독부가 시정 25주년을 기념하여 표창한 표창자 명단에 포함된 것을 비롯하여 여러 차례 표창을 받았다. 1939년을 기준으로 정7위에 서위되어 있었다.

## 사후
2002년 발표된 친일파 708인 명단의 중추원 부문, 2008년 공개된 민족문제연구소의 친일인명사전 수록예정자 명단의 중추원 부문에 모두 포함되었으며 2009년 친일반민족행위진상규명위원회가 발표한 친일반민족행위 705인 명단에도 포함되었다.
증손녀 부부가 각각 단국대학교와 서울대학교 교수를 지내는 등 후손들이 학계에 진출했다. 증손자는 스웨덴에 거주하면서 스웨덴 한인회장을 지냈다.

## 같이 보기
- 조선총독부 중추원

## 참고 자료
- 이강원(李康元) - 국사편찬위원회